# Jubileu Extraordinário da Misericórdia
O Jubileu Extraordinário da Misericórdia (em latim: Iubilaeum Extraordinarium Misericordiae) foi um período de oração católica romana, realizado de 8 de dezembro de 2015, festa da Imaculada Conceição, a 20 de novembro de 2016, festa de Cristo Rei. Como jubileus anteriores, era visto pela Igreja como um período para remissão de pecados e perdão universal, concentrando-se particularmente no perdão e na misericórdia de Deus. Foi um jubileu extraordinário porque não havia sido predeterminado muito antes; jubileus comuns são geralmente comemorados a cada 25 anos.
O Jubileu de 2016 foi anunciado pela primeira vez pelo Papa Francisco em 13 de março de 2015. Foi declarado na bula papal de indicação do papa em abril de 2015 (anúncio ou proclamação formal), Misericordiae Vultus (latim para "A Face da Misericórdia"). É o 27.º ano sagrado da história, sendo precedido pelo Grande Jubileu de 2000, realizado por João Paulo II, e sucedido pelo Jubileu de 2025. O dia da abertura também foi o 50.º aniversário do encerramento do Concílio Vaticano II.
Francisco desejou que o Jubileu fosse celebrado não apenas em Roma, mas em todo o mundo; pela primeira vez, portas sagradas são abertas em dioceses únicas, na catedral ou nas igrejas históricas. A primeira porta sagrada foi aberta pelo Papa Francisco em Bangui em 29 de novembro de 2015, durante uma turnê pelo leste da África. O Jubileu terminou oficialmente em 20 de novembro de 2016 com o fechamento da Porta Santa da Basílica de São Pedro, que estava aberta desde o início do Ano Santo, em dezembro anterior.

## Bula papal

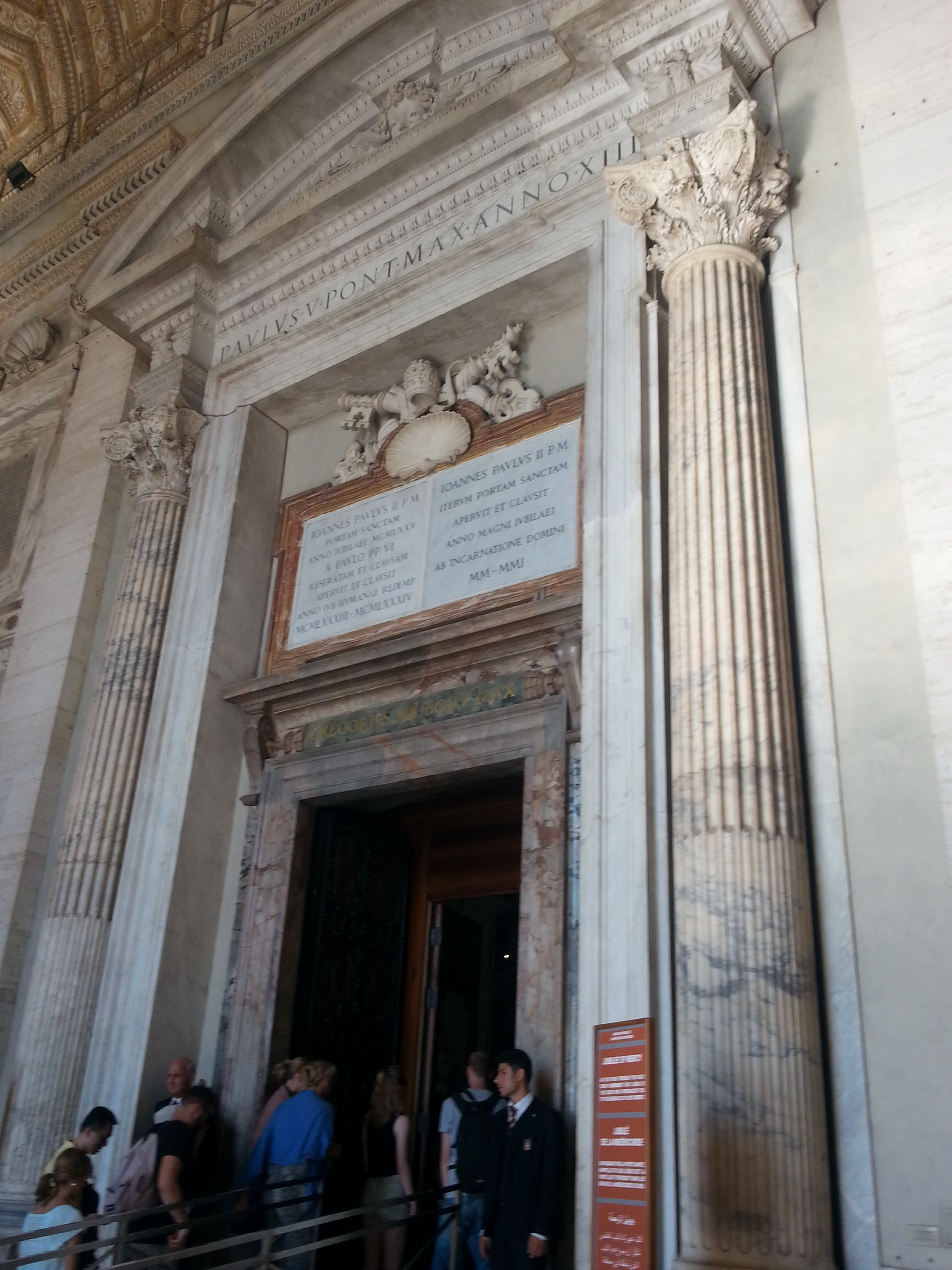
Porta Santa da Basílica de São Pedro, inaugurada em 2016

O Jubileu da Misericórdia foi formalmente declarado através da bula papal Misericordiae vultus, publicado em 11 de abril de 2015, que enfatiza a importância da misericórdia e a necessidade de 'contemplá-la'; o touro também lembra a necessidade de a Igreja ser mais aberta, mantendo vivo o espírito do Concílio Vaticano II.
As portas sagradas das principais basílicas de Roma (incluindo a Grande Porta de São Pedro) foram abertas e 'Portas da Misericórdia' especiais foram abertas em catedrais e outras igrejas importantes em todo o mundo. A abertura da porta sagrada em São Pedro foi a primeira vez que dois papas estiveram presentes, como o Pontífice Emérito Bento participou do convite do Papa Francisco.
A igreja sustentava que, ao passar por essas portas, os fiéis podem receber indulgências depois de cumprirem as condições usuais de oração pelas intenções do papa, confissão e desapego ao pecado e à comunhão. Durante a Quaresma daquele ano, deveriam ser celebrados cultos especiais de penitência de 24 horas e, durante o ano, sacerdotes qualificados e experientes, chamados 'Missionários da Misericórdia', deveriam estar disponíveis em todas as dioceses para perdoar até os pecados normalmente reservados à Santa Sé na Penitenciária Apostólica.
Na bula, o Papa Francisco declarou sobre a abertura da porta sagrada, "a Porta Sagrada se tornará uma Porta da Misericórdia através da qual qualquer pessoa que entrar experimentará o amor de Deus que consola, perdoa e instila a esperança".

## Concessões
Foi anunciado que todos os padres (durante o ano do Jubileu) – até 20 de novembro de 2016) seria permitido no Sacramento da Penitência remover as censuras ao aborto, que fora da América do Norte são reservadas aos bispos e a certos padres a quem o bispo recebe esse mandato.
Pela mesma carta, o Papa Francisco também concedeu permissão para os padres da Sociedade de São Pio X conferirem validamente a absolvição, enquanto em circunstâncias normais eles não possuem a jurisdição necessária para conferir esse sacramento.

## Logotipo e hino
O logotipo oficial, desenhado pelo padre Marko I. Rupnik, mostra Jesus, personificação da Misericórdia, carregando nos ombros um "homem perdido", enfatizando o quão profundo o Salvador toca a humanidade; seus olhos estão fundidos com os do homem carregado. O fundo é preenchido por três ovais concêntricos, com cores mais claras para o exterior, o que significa que Jesus está carregando o homem das trevas do pecado. De um lado, a imagem também se junta ao lema oficial: Misericordes Sicut Pater (Misericordiosos como o Pai), derivado de Lucas 6:36, que serve de convite para seguir o exemplo do Pai, amando e perdoando sem limites.
O hino oficial, com a maioria dos versos derivados dos Evangelhos, Primeiro Coríntios e Salmos, foi escrito por Eugenio Costa, SJ, com música original composta por Paul Inwood.

## Principais eventos
Os seguintes principais eventos e dias de celebração para categorias específicas de fiéis foram agendados: 

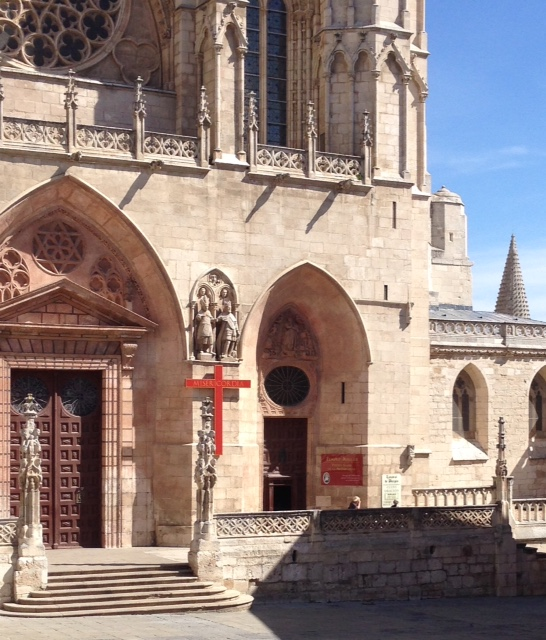
A Porta Santa da Catedral em Burgos, Espanha, para o Ano Santo da Misericórdia, 2015-2016.

- 29 de novembro de 2015: abertura de uma porta sagrada na Catedral de Notre-Dame de Bangui
- 8 de dezembro de 2015: abertura da porta sagrada na Basílica de São Pedro
- 13 de dezembro de 2015: abertura da porta sagrada na Basílica de São João de Latrão, na Basílica de São Paulo Fora dos Muros e em muitas catedrais ao redor do mundo
- 1 de janeiro de 2016: abertura da porta sagrada na Basílica de Santa Maria Maggiore
- 19–21 de janeiro de 2016: Jubileu dos peregrinos
- 2 de fevereiro de 2016: Jubileu pelas vidas consagradas, encerramento do "Ano da Vida Consagrada"
- 22 de fevereiro de 2016: Jubileu da Cúria Romana
- 4–5 de março de 2016: liturgia penitencial e apelo a "24 horas para o Senhor"
- 20 de março de 2016: Domingo de Ramos
- 3 de abril de 2016: Jubileu de todos aqueles que se encontram na espiritualidade da misericórdia
- 24 de abril de 2016: Jubileu para recém- confirmados entre 13 e 16 anos (para jovens mais velhos é dedicada a Jornada Mundial da Juventude em julho[15])
- 27–29 de maio de 2016: Jubileu dos diáconos
- 3 de junho de 2016: Jubileu dos sacerdotes
- 12 de junho de 2016: Jubileu pelas pessoas doentes e pelas pessoas que as assistem
- 26–31 de julho de 2016: Jubileu dos jovens e Jornada Mundial da Juventude 2016 em Cracóvia, Polônia
- 4 de setembro de 2016: Jubileu dos voluntários
- 25 de setembro de 2016: Jubileu dos catequistas
- 8–9 de outubro de 2016: Jubileu Mariano
- 6 de novembro de 2016: Jubileu dos presos; alguns prisioneiros deveriam participar de celebrações na Basílica de São Pedro[5]
- 11–13 de novembro de 2016: Jubileu dos excluídos socialmente[15]
- 13 de novembro de 2016: Jubileu dos marginalizados socialmente na Basílica de São Pedro;[16] fechamento de portas sagradas em todos os lugares, exceto na Basílica de São Pedro
- 20 de novembro de 2016: fechamento da porta sagrada na Basílica de São Pedro

## Carta apostólica
Misericordia et misera é uma carta eclesiástica de autoria do Papa Francisco, com lançamento previsto para 21 de novembro de 2016, após a conclusão do Jubileu Extraordinário da Misericórdia. Ele assinou em uma cerimônia pública em 20 de novembro e apresentou cópias aos representantes escolhidos para representar o público universal de sua mensagem: um cardeal filipino, Luis Antonio Tagle, de Manila, e um arcebispo escocês, Leo Cushley, dois padres missionários do Brasil e a República Democrática do Congo, um diácono romano e sua família, duas religiosas da Coréia do Sul e do México, três gerações de uma família norte-americana, um casal de noivos, instrutores religiosos e duas pessoas representando os deficientes e os doentes.
O título do documento faz referência ao comentário de Santo Agostinho sobre Jesus e a mulher apanhada em adultério no Evangelho de João. Depois que Jesus desafia seus acusadores e eles se afastam, Agostinho diz que apenas "misera et misericordia" (miséria e misericórdia) permanecem. O Papa Francisco inverte os dois termos que Agostinho usou.
O documento foi divulgado em uma entrevista coletiva realizada por Rino Fisichella, Presidente do Pontifício Conselho para a Promoção da Nova Evangelização.

## Respostas da mídia
O historiador de arte Ralf van Bühren disse que o Jubileu foi uma excelente oportunidade para o jornalismo cultural e artístico, porque Mercy tem sido um assunto importante da iconografia cristã. Desde a Idade Média, muitas representações na arte incentivaram as pessoas a praticar as obras da misericórdia e ajudaram "o público a explorar a misericórdia em suas próprias vidas, como Bühren explica usando o exemplo da pintura de Caravaggio em Nápoles. Ele achava que, dessa maneira, o Ano da Misericórdia do Jubileu "emitiu um apelo a jornalistas, especialistas em multimídia e comunicadores de mídia social para relatar fatos, pessoas, idéias e evangelização usando a arte cristã para explorar benevolência, perdão e misericórdia".